# Chiesa del Santissimo Salvatore (Benevento)
La chiesa del Santissimo Salvatore si trova in via Stefano Borgia nella città di Benevento.
Video - descrizione della chiesa: clicca qui
La chiesa è a tre navate, separate da una doppia fila di antiche colonne romane di granito grigio.
Di origine altomedievale, come comprovano i documenti e confermano i recenti rinvenimenti archeologici (venuti alla luce durante gli scavi condotti dalla Soprintendenza) fu gravemente danneggiata da varie scosse telluriche. Nel 1650 Giovan Battista Roscio la ristrutturò e la ornò, ottenendone, quindi, il diritto di patronato.
Sulla porta maggiore, a ricordo di tale munificenza, fu incastrata una lapide, che è attualmente murata nella cantoria, alle spalle dell'organo ottocentesco. Il testo della lapide recita così:
“D.O.M. ECCLESIAM HANC, / QUAM ALEXANDER PASTOR / ESIMIA PIETATIS, ET OMIGENAE ERUDITIONIS PAROCHUS / MORTE PRAEVENTUS / REFICIENDAM RELIQUIT, / IOANNES BAPTISTA ROSCIUS PATRITIUS BENEVENTANUS / EMIN.MI FRANCISCI BARBARICI S. R. E. CARDINALIS, / VICE CANCELLARIIS, EPISCOPI SABINENSIS, / S.SOPHIAE ABBATIS, ET PERPETUI COMMENDATARIIS / VICARIUS GENERALIS / AD DEI LAUDEM. / PERFECIT, ORNAVIT. / ANNO IUBIAEI / MDCL”.
La chiesa fu una delle più antiche parrocchie beneventane, alla quale, nel 1661, venne annessa quella di San Pietro a Caballo oggi scomparsa. Attualmente il SS. Salvatore dipende dalla parrocchia di santa Sofia.
Il terremoto del 5 giugno 1688 la danneggiò gravemente, ma venne ristrutturata e nuovamente consacrata dal cardinale Orsini (futuro papa Benedetto XIII) il 18 aprile 1696,come attesta l'epigrafe della lapide murata sulla parete di fondo della navata destra:
“ECCLESIAM HANC SSMO SERVATORIS SACRAM TERRAE / VI AÑO MDCLXXXVIII DIE. V.IUNIJ DEVASTATA / ET PAROCHIANORUM COLLATO AERE, ET ARCHIEPISCOPI / ELEMOSYNIS DECENTIUS REFECTAM, AC CONXINNATA / SOLEMNI RITU DEDICANS DIE XXVIIII. APRILIS / MDCXCVI. CV UNICA ARA SACRAVIT FR. VINCENTIUS / MARIA ORD. PREDIC. CARD URSINUS ARCHIEPISCOPUS / ET OMNIBUS FIDBUS IMPSAM VISITANTIBUS DOMENICA II. / POSTA PASCA IN QUAM DEDICAONIS FESTŬ TRANSTULIT / CENTUM INDULGENTIAE DIES CONCESSIT”. 
Il 14 settembre 1884, come attesta l'epigrafe di una lapide attualmente poggiata sull'altare della navata sinistra, la chiesa fu riconsacrata dal vescovo Antonio Scotti, dopo che vi erano stati eseguiti altri lavori di ristrutturazione promossi dal rettore Angelo Ucci.
“DUO MINORA ALTARIA DICATA UNUM SACRAE FAMILIAE / ET ALTERUM B. M.V. DE ARCU COMPOSITA FUERUNT PAR / TIM PAROCHIANORUM AERE ET PARTIM EXPENSIS ANGELI / UCCI HUIUS ECCLESIAE RECTORIS QUI ETIAM FERE SUIS SUM / PTIBUS IPSAM SQUALORE CONFECTAM MAXIMA EX PARTE RE / STAURAVIT TURRI CAMPANARIA ET ORGANO DOTAVIT. EXCELUS / VERO D.US ANTONIUS SCOTTI EPUS SAREPTAN ET AUXILIARIS SO / SOLEMNI RITU ET MAGNA POPULI FREQUENTIA HAEC MINORA AL / TARIA CONSACRAVIT DIE 14 SEMPTEMBRIS ANNI MDCCCLXXXIV / ET OMNIBUS CHRISTI FIDELIBUS QUOVIS ANNO DIE PRAEDICTA / HAEC VISITANTIBUS QUADRAGINTA INDULGENTIARUM DIES CONCESSIT”.
La chiesa del Salvatore, chiusa dopo il terremoto del 1962 per i gravi danneggiamenti subiti, è stata riaperta al culto nel 2001, al termine di un ciclo di restauri che le hanno restituito dignità e fascino. Terminati nel 1999, i restauri sono stati restauri conservativi, ma, al tempo stesso, hanno voluto lasciare visibili, come in una “stratigrafia”, le tracce delle modificazioni che l'edificio religioso ha subito nel corso dei molti secoli della sua storia.
Presso il muro del giardino della casa parrocchiale, si poteva osservare una piccola lapide su cui era inciso:
OLIM

TEMPLUM S. QUIRICI

NUNC

SIGNUM SIMPLICIS BENEFICII

1760.
Come attesta questa iscrizione, e come confermano gli scrittori medievali (Falcone Beneventano) nei pressi sorgeva la chiesa dedicata a San Quirico.